# 西町通
西町通（にしまちどおり）は、愛知県名古屋市熱田区の地名。

## 歴史

### 沿革
- 1952年（昭和27年）3月25日 - 熱田区熱田西町の一部により、同区西町通が成立[3]。
- 1976年（昭和51年）8月29日 - 熱田区大宝一丁目・大宝二丁目・大宝三丁目・大宝四丁目・一番三丁目にそれぞれ編入され消滅[3]。